# Epimecis plumbilinea
Epimecis plumbilinea är en fjärilsart som beskrevs av W. Warren 1905. Epimecis plumbilinea ingår i släktet Epimecis och familjen mätare. Inga underarter finns listade i Catalogue of Life.